# 照山桥
照山桥为位于中国江苏省苏州常熟市虞山镇元和村段头浜的一座单孔石拱桥，东西向跨斜泾，为明崇祯时许士柔所建，清道光时重修。桥总长19.6米，跨径6.3米，矢高3.65米，中宽2.58米，拱券采用纵联分节并列砌筑，桥面用花岗石，桥基用青石，两侧桥联均为“愿天常生好人；愿人常行好事”，栏杆为近年所修复。桥西北为照山庵。